# Mercedes-Benz Studie-A
La Mercedes-Benz Vision A 93 est un concept-car de voiture citadine créé par le constructeur automobile allemand Mercedes-Benz et présenté en 1993. Elle sera renommée Studie-A (littéralement en français : Étude-A) dès 1994.
Ce concept-car donnera suite aux Mercedes-Benz Classe A (Type 168) et Smart Fortwo.

## Historique
Au début des années 1980, Mercedes-Benz a commencé à travailler sur une voiture entièrement nouvelle, qui a été nommé NAFA. Le lancement du projet était due aux réalités d'une ville surpeuplée avec une pénurie catastrophique de places de stationnement. À l'exposition universelle de 1982, Daimler-Benz a présenté non seulement l'histoire de leur développement, mais aussi l'avenir de l'automobile.
En 1991, après l'invention de l'emplacement du moteur transversal avant, dit en "sandwich", la construction d'une automobile compacte a été rendu possible. En parallèle, en juin 1992, un prototype avec un moteur électrique a été développé. En septembre 1993, pour la première fois la Vision A 93 a été présenté au salon de l'automobile de Francfort.
En 1994, elle sera renommée Studie-A et légèrement revue ; elle sera présentée salon de l'automobile de Tokyo et au salon de l'automobile de Genève. Le magazine américain "Motor Week" attribue même à la Studie-A le titre de « Meilleur Concept Car 1994 ». Après 80 % des visiteurs interrogés qui donnèrent des résultats positifs, une production de masse sera planifiée. Des prototypes seront testés dans des conditions quotidiennes. Au salon de Francfort, en septembre 1995, l'habitacle sera présenté.
Elle donnera suite aux Mercedes-Benz Classe A et Smart Fortwo.

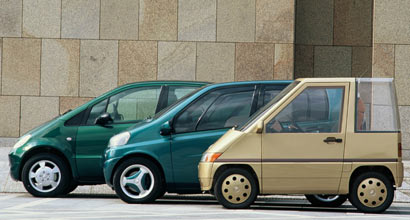
W168, Vision A 93 et NAFA.

## Caractéristiques
L'ancien chef designer de Mercedes-Benz, Bruno Sacco, décrit la tâche qui leur faisait face :
« Le nouveau concept d'une Mercedes aux dimensions extérieures particulièrement compactes, un système de plancher haut et en même temps un intérieur généreux crée une proportion de véhicule extraordinaire. Avec de grandes surfaces vitrées et une ceinture de caisse abaissée, nous avons réussi à modifier les proportions de sorte que la Vision A semble plus grande à première vue qu'elle ne l'est en réalité. ».

### Dimensions et configuration
La Studie-A est longue de 3,35 mètres, large de quasiment 1,70 mètre et haute d'environ 1,50 mètre. Malgré la faible longueur de la voiture, l'espace intérieur est assez grand ; les ingénieurs ont créé un plancher dit "plancher sandwich". La position assise est relativement haute et cela car les places avant ne sont pas derrière le moteur et la boîte de vitesses, mais les deux sont installés comme une unité compacte plongeant vers le plancher. En outre, le moteur glisse dans le plancher sandwich en cas de collision frontale et ne pénètre donc pas dans l'habitacle. La distance entre le conducteur ou le passager avant et les passagers arrière est de 82,5 cm. Avec de grandes surfaces vitrées, le conducteur a une excellente visibilité panoramique.

### Mécaniques et motorisation
Le véhicule est équipé d'une boîte de vitesses automatique et d'une direction assistée. Le véhicule de recherche F 100 de 1991 a apporté de nombreuses nouvelles idées. La carrosserie quant à elle, est entièrement en aluminium avec une structure à haute résistance. L'intérieur est garni avec des matériaux naturels tel que du lin et de la laine.
La Studie-A a eu trois motorisation différente : une essence et une diesel à injection directe. Ces moteurs sont combinés avec une transmission à variation continue (CVT). Une version électrique sera également produite.
| Modèle   | Construction | Moteur + Nom           | Cylindrée         | Performance                | Couple               | 0 à 100 km/h | Vitesse maxi | Consommation + CO2    |
| Studie-A | 1993         | 3 cylindres en ligne . | 1 200 cm3 (1,2 L) | 55 kW (75 ch) à ... tr/min | ... N m à ... tr/min | ... s        | ... km/h     | ... l/100 km ... g/km |

| Modèle   | Construction | Moteur + Nom           | Cylindrée         | Performance   | Couple | 0 à 100 km/h | Vitesse maxi | Consommation + CO2 |
| Studie-A | 1993         | 3 cylindres en ligne . | 1 200 cm3 (1,2 L) | 44 kW (60 ch) |        |              |              |                    |

| Modèle   | Construction | Moteur + Nom & capacité batterie | Performance     | Couple | 0 à 100 km/h | Vitesse maxi | Autonomie      | Puissance de charge et temps |
| Studie-A | 1993         | Moteur asynchrone .              | 39,7 kW (54 ch) |        |              |              | 150 km (ville) |                              |

### Sources
- Concept oublié - Mercedes Vision A 93 (1993) sur fr.motor1.com.